# Sealdah
Sealdah (beng. শিয়ালদহ) – stacja kolejowa w Kolkacie, w stanie Bengal Zachodni, w Indiach. Sealdah jest jedną z najbardziej ruchliwych stacji kolejowych w Indiach i ważnym podmiejskim terminalem kolejowym. Po ukończeniu budowy 2 linia metra w Kolkacie będzie przechodzić przez Sealdah.